# باشگاه فوتبال هاید
باشگاه فوتبال هاید (به انگلیسی: Hyde Football Club) یک باشگاه فوتبال در شهر هاید، منچستر بزرگ، کشور انگلستان است که در سال 1885 میلادی تأسیس شده‌است.